# Каарлимяэ, Юхан
Ю́хан Ка́арлимяэ (до 1935 года носил имя и фамилию Иоганн Карлсберг, 21 ноября 1901—5 февраля 1977) — эстонский политик, известен как член правительства Отто Тиифа.

## Биография
Родился в семье Карла Карлсберга (21 августа 1851—20 ноября 1916) и Мари Калсбрег, урождённой Тыннисманн (4 августа 1860—1920?).
Был добровольцем на Эстонской освободительной войне. В 1922 году окончил гимназию Хуго Треффнера. В 1922—1923 годах учился на факультете сельского хозяйства Тартуского университета, а с 1923 по 1935 год на юридическом факультете. Был членом Эстонского студенческого общества.
Член I Ассамблеи Национального собрания в 1937 году и член 1-го Рийгикогу (Государственной думы) в 1938—1940 годах. 5 октября 1935 года он был назначен начальником отдела информации Национальной пропагандистской службы. В дополнение к этому, с 1936 по 1937 год он считался председателем Эстонского телеграфного агентства, а с 1937 по 1940 год был старшиной Ярвского уезда. Председатель Совета Омакайтсе (домашней гвардии) округа Ярвамаа (14 июня 1940 года). В 1938 году награжден орденом Белой звезды 4 степени.
Член Палаты сельского хозяйства (Põllutöökoda) 1-го и 2-го созывов.
18 сентября 1944 года Юри Улуотс назначил его министром без портфеля в правительстве Отто Тиифа и главой Информационного центра. 9 декабря того же года он был арестован советскими властями в своем доме. Вместе с еще шестью членами правительства, включая и Отто Тиифа, был отправлен по этапу в Москву, где в начале июля 1945 года был осуждён военной коллегией Верховного суда под председательством Ульриха к 5 годам лишения свободы и 3 годам ссылки. Вернулся в Эстонию в 1954 году. Он был арестован во второй раз в 1969 году и приговорён к году тюрьмы.
Юхан Каарлимяе погиб при пожаре, будучи в тот момент последним членом правительства Отто Тиифа, живущим в Эстонии. Он был похоронен на кладбище Старой Вяндры.

## Семья
- Жена — Элла, урождённая Лонд (27 апреля 1901—?)[1]
  - Дочь — Кирси (20 сентября 1930—?)[1]
  - Сын — Юхан (24 июня 1932—1981)[1]
  - Сын — ?
  - Дочь — Тумала, урожденная Каарлимяэ[1]
- Сестра — Юули Контус (Juuli Kontus), урождённая Карлсберг (30 января 1879—16 июля 1952)[1].
- Сестра — Ката Каск, урождённая Карлсберг (7 января 1881—?)[1].
- Сестра — Алиде Алексиус, урождённая Карлсберг (28 декабря 1882—1946)[1].
- Сестра — Мария Рийел (Maria Rijel), урождённая Карлсберг (24 июня 1885—1965)[1], трижды замужем за Антоном Юриссоном, Густавом Рийелом (Rijel) и Оскаром Пярником (Pärnik).
- Брат — Яан Карлсберг (2 января 1888—20 января 1893), скончался в детстве[1]
- Сестра — Салме Карлсберг (1891—31 декабря 1891 (52 недели)), скончалась в младенчестве[1]
- Сестра — Ида Аасамяги, урождённая Карлсберг (31 декабря 1892—13 января 1980)[1].
- Сестра — Марта Каарлимяэ-Карлсберг (16 декабря 1895—1951), скончалась в Стокгольме[1]
- Сестра — Хильда Карлсберг (22 февраля 1899—9 апреля 1928)[1]
- Брат — Карл Каарлимяэ-Карлсберг (8 ноября 1901—1961)[1][5]